# Pellenes canadensis
Pellenes canadensis es una especie de araña saltarina del género Pellenes, familia Salticidae. Fue descrita científicamente por Maddison en 2017.
Habita en Canadá y los Estados Unidos.